# Haploporatia carniolense
Haploporatia carniolense är en mångfotingart som beskrevs av Karl Wilhelm Verhoeff 1899. Haploporatia carniolense ingår i släktet Haploporatia och familjen Mastigophorophyllidae. Inga underarter finns listade i Catalogue of Life.